# Royal Navy Police
La Royal Navy Police (RNP) è il servizio di polizia militare della Royal Navy e dei Royal Marines. I membri dell'RNP applicano la legge, la disciplina e mantengono l'ordine come delineato nell'Armed Forces Act 2006.
La Royal Navy Police era conosciuta come Royal Navy Regulating Branch fino al 2007, quando il servizio è stato ribattezzato Royal Navy Police in una modifica apportata dall'Armed Forces Act 2006. I membri, tuttavia, sono ancora noti come "Regulators".
Il motto dell'RNP è "Ne Cede Malis", che si traduce dal latino in inglese come "Non cedere alle avversità" o "Non arrenderti al male".
L'RNP è il più piccolo di tutti i rami di polizia nei tre servizi, con il suo maresciallo preposto che detiene il grado di comandante.
Oltre al fatto che la parte principale della Royal Navy Police svolge normali compiti di polizia militare, esiste lo Special Investigation Branch (SIB), che è un'unità investigativa.
I membri ricevono il grado Leading Rating (Leading Regulator) immediatamente dopo la laurea e possono essere promossi a Regulating Petty Officer, Master-at-Arms e Warrant Master-at-Arms. A bordo delle navi, oltre ai compiti di polizia, svolgono anche altri compiti insieme all'equipaggio.